# Lou Piniella
Louis Victor Piniella, más conocido como Lou Piniella (Tampa, Florida, Estados Unidos, 28 de agosto de 1943) es un beisbolista retirado y mánager de las Grandes Ligas de Béisbol (MLB). Ha sido apodado Sweet Lou (el Dulce Lou), tanto por su swing como bateador de Grandes Ligas y, a manera de broma, para describir su comportamiento como jugador y mánager. Finalizó su carrera como mánager ubicado en el lugar 14 de la lista de victorias de todos los tiempos para los mánagers de la MLB.

## Primeros años
Piniella creció en West Tampa, Florida, y tiene descendencia de españoles gallegos y asturianos. De allí su otro apodo, "El asturiano de Tampa". Cuando era niño jugó en la American Legion Baseball patrocinada por Post 248 y en la PONY League Baseball junto a Tony La Russa. Asistió a la Jesuit High School de Tampa donde fue un All-America en baloncesto. Después de graduarse, asistió a la Universidad de Tampa donde fue un All-America en béisbol.

## Carrera como jugador
Piniella fue firmado por los Cleveland Indians como agente libre amateur el 9 de junio de 1962. Ese otoño fue cambiado a los Washington Senators. En agosto de 1964 Piniella fue enviado a los Baltimore Orioles para completar un intercambio anterior por Buster Narum. Piniella jugó su primer juego de Grandes Ligas en 1964 con los Baltimore Orioles a la edad de 21 años.
Previo a la temporada de 1966, Piniella fue cambiado de regreso a los Indians por Cam Carreón. A sus 24 años, se segunda temporada jugó con los Cleveland Indians.
Fue seleccionado por los Seattle Pilots en el draft de expansión de la MLB en 1968, pero fue cambiado al final del campamento de primavera a los Kansas City Royals por John Gelnar y Steve Whitaker. Él fue mencionado prominentemente en el clásico libro de Jim Bouton sobre los Seattle Pilots, Ball Four.

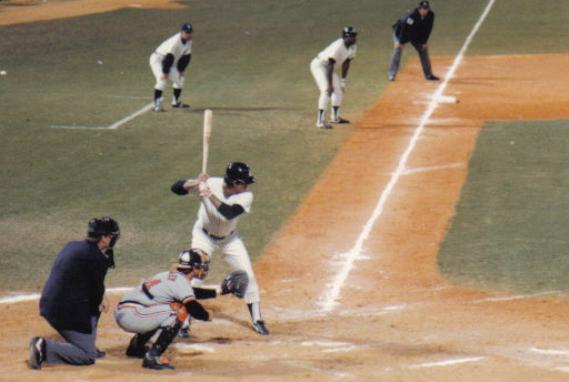
Piniella al bat en el campamento de primavera de 1983.

Piniella jugó para los Kansas City Royals entre 1969-1973, y fue el Novato del año de las Grandes Ligas de Béisbol de la AL en 1969. Fue el primer jugador en tener un turno al bat en la historia de los Royals. El 8 de abril de su primera temporada él abrió la parte baja de la primera entrada contra el zurdo Tom Hall de los Minnesota Twins. Hizo un doble al jardín izquierdo, después anotó en una carrera impulsada por Jerry Adair mediante un sencillo. Fue seleccionado al Juego de Estrellas de las Grandes Ligas de Béisbol de 1972.
Después de la temporada de 1973, Piniella was fue cambiado junto con Ken Wright a los New York Yankees por Lindy McDaniel. Jugó con los Yankees por 11 temporadas, ganando cinco títulos del Este de la Liga Americana (1976-78, 1980 y 1981), cuatro títulos de la AL (1976-78 y 1981), y dos campeonatos de la Serie Mundial (1977-78). En 1975 se perdió la mayoría del año por una infección del oído interno. Desde mediados de 1977 hasta finales de 1980 fue el regular outfielder/bateador designado de los Yankees.

## Carrera como mánager

### New York Yankees

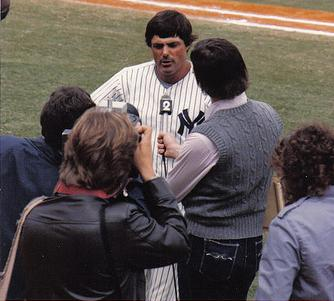
Piniella hablando a los medios durante el campamento de primavera de 1983 de los New York Yankees.

Después de retirarse como jugador, Piniella se unió al personal de técnicos de los New York Yankees como entrenador de bateo. Dirigió a los Yankees desde 1986 a 1987. Piniella fue promovido a mánager general para iniciar la temporada de 1988 y se hizo cargo como mánager después del despido de Billy Martin el 23 de junio.

### Cincinnati Reds
Piniella manejó a los Cincinnati Reds entre 1990 y 1992, periodo en el cual se incluyó una victoria en la Serie Mundial de béisbol de 1990 en una barrida de 4 juegos contra los ampliamente favoritos Oakland Athletics, quienes eran los campeones defensores.

### Seattle Mariners
Entre 1993-2002, fue mánager de los Seattle Mariners, ganando el premio Mánager del año de la AL en 1995, y nuevamente en 2001 cuando llevó a los Mariners a empatar una marca de 116 victorias. Después de ganar la Serie Divisional de la AL en 2001, los Mariners perdieron los dos primeros juegos de la Serie de Campeonato de la AL, y Piniella tuvo una furiosa conferencia de prensa posterior al juego en la cual garantizó que los Mariners ganarían dos de tres juegos en Nueva York para llevar de nuevo la Serie de Campeonato a Seattle. Sin embargo, los Yankees cerraron la serie en el Yankee Stadium, y los Mariners no han alcanzado la postemporada desde entonces (hasta 2011). En la temporada 2002, Piniella dejó a los Mariners para dirigir a los Tampa Bay Devil Rays. En compensación, los Devil Rays cambiaron al outfielder Randy Winn a los Mariners por el infield prospecto Antonio Pérez.
En la historia de los Mariners han tenido once temporadas ganadoras y han alcanzado los playoffs cuatro ocasiones (hasta 2011). Siete de esas temporadas ganadoras y todas las apariciones en postemporada ocurrieron durante los 10 años de Piniella con los Mariners. Piniella es el único mánager en la historia de los Mariners en tener una marca ganadora en más de una temporada.

### Tampa Bay Devil Rays
En sus primeras dos temporadas con los Tampa Bay Rays, Piniella fue capaz de mejorar al equipo, ya que lograron una marca de la franquicia de 70 juegos ganados en 2004. Esta fue también la primera temporada en la cual no finalizaron como último lugar de su división. Durante la temporada de 2005, Piniella fue crítico sobre la dirección de los Devil Rays por enfocarse demasiado en el futuro y no lo suficiente en los resultados inmediatos, y por no incrementar la nómina de sueldos lo suficientemente rápido para armar un equipo competitivo. Los Devil Rays iniciaron la temporada con una nómina de 30 millones de dólares, la cual era la menor en las Grandes Ligas; la nómina de los Yankees en 2005 superaba los 208 millones de dólares.
Las tensiones eventualmente hicieron que Piniella se hiciera a un lado como mánager de los Devil Rays el 21 de septiembre de 2005. Piniella tenía una temporada más en su contrato desde octubre de 2002, pero accedió a una paga de 2.2 millones de dólares, en vez de los 4.4 millones de dólares que se le debían, y decidió manejar al equipo por una temporada más. También habría recibido 1.25 millones de dólares en salario diferido desde 2003.

### Chicago Cubs
El 16 de octubre de 2006 Piniella acordó un contrato de tres años para manejar a los Chicago Cubs por 10 millones de dólares con una opción de 5 millones de dólares para un cuarto año.
Aunque los Cubs de Piniella ganaron la División Central con la mejor marca de la Liga Nacional en 2008, los Cubs perdieron con Los Angeles Dodgers en la Serie Divisional de la Liga Nacional de 2008. Piniella fue nombrado Mánager del Año de la NL ese 2008.
El 20 de julio de 2010 Piniella anunció su intención de retirarse como mánager de los Cubs cuando terminara la temporada. Sin embargo el 22 de agosto de 2010 Piniella decidió renunciar después del juego de ese día, señalando que quería cuidar de su madre enferma de 90 años.

### San Francisco Giants
El 2 de febrero de 2011 Piniella fue contratado por los San Francisco Giants como un consultor especial.

## Carrera en los medios de comunicación
En 1989 Piniella trabajó como un "analista del color" para las transmisiones televisivas de los Yankees en Madison Square Garden Network. Después de dejar a los Devil Rays en 2006, Piniella pasó una temporada como analista de Fox Sports, uniéndose a Thom Brennaman y Steve Lyons en narrar los juegos de béisbol de la postemporada.
Durante la transmisión del juego 3 de la Serie de Campeonato de la Liga Americana en 2006, Piniella comentó sobre el jugador Marco Scutaro que tenía una mala racha durante la temporada regular pero jugó bien durante la serie, que el esperar que Scutaro continuara jugando bien sería similar a encontrarse una cartera el viernes y esperar encontrarse otra el sábado y el domingo. Piniella comentó entonces que el jugador Frank Thomas necesitaba entrar "en fuego" (dicho así en español) porque él estaba "frío". Lyons respondió diciendo que Piniella estaba "hablaing [sic] español" y añadió, "Aún no puedo encontrar mi cartera. No lo entiedo a él, y no quiero sentarme cerca de él ahora."
FOX despidió a Lyons por hacer esas declaraciones, que FOX determinó que eran insensibles racialmente. Piniella después defendió a Lyons diciendo que Lyons era "un hombre" y que "No hay un hueso racista en el cuerpo de Lyons. Ni uno solo. ... He conocido al chico personalmente. Estaba bromeando conmigo, nada más y nada menos."